# エマニュエル・ラボリ
エマニュエル・ラボリ（Emmanuelle Laborit、1971年10月18日 - ）は、フランスの女優。

## プロフィール
パリに生まれる。生まれながらの聾唖者。父親は精神科医。フランスでは、1870-1976年まで手話の使用は法律で禁じられており、学校教育では1991年まで手話による教育が禁じられていたため、口話のトレーニングのみを受けて育つ。
1976年、アメリカ人で映画監督で俳優でもあるアルフレッド・コラドという、自身も聾唖者である人が、ヴァンセンヌに聾唖者のための劇場、IVT（国際視覚劇場）を創設。彼が、アメリカのギャローデット大学で学んだことが、フランスでも注目を浴び、1978年父親が彼女をヴァンセンヌに連れて行き、手話の訓練が受けられるようにしてくれる。ワシントンのギャローデット大学にも1ヵ月留学。
しかし、フランスの学校では、手話は拒絶され、学校は普通校には行けず、口話教育のモルヴァン養護学校に学ぶ。22歳でバカロレアに合格し、俳優、監督でもあるジャン・ダルリックに見出され、アメリカ映画『愛は静けさの中に』の原作になったマーク・メドフの戯曲『小さな神の子ら』を舞台化した作品『沈黙の子どもたち』でサラを演じて、1993年フランスの演劇人に与えられるモリエール賞の新人賞を、聾唖者として初めて受賞。ジャン・ダルリックと結婚している。自伝に『かもめの叫び』（青山出版社 1995年、現在は角川文庫に収録）がある。この本はフランスでベストセラーになり、1993年、ヴェリテ賞を受賞した。
彼女の祖父、アンリ・ラボリは、もとフランス海軍の外科医でその後、生物学の研究に転じた。著作多数。精神疾患の一つ統合失調症(旧・精神分裂病)の治療薬「クロルプロマジン」の提言をした。これが精神科薬物療法の時代が幕を開ける事となる。アラン・レネ監督の『アメリカの伯父さん』は、祖父の著書『ラ・ヌーヴェル・グリーュ』を下敷きにしたもの。

## 出演作品
- ビヨンド・サイレンス(1996年) - ドイツ映画
- 11'09'01/セプテンバー11（イレブン）(2002年) - フランス映画